# 斎部浜成
斎部 浜成（いんべ の はまなり）は、平安時代初期の官人。姓は忌部宿禰のち斎部宿禰。官位は正六位上・民部少丞。

## 経歴
平安京右京の人。延暦22年（803年）3月に忌部宿禰姓から斎部宿禰姓に改姓したが、凶事を連想させる「忌」の字を忌避したためか（この時の官位は正六位上・民部少丞）。また同月には第18次遣唐使の派遣に先立って、唐の情報を得るために遣新羅使に任命され、7月に新羅に渡っている。
息子ともされる斎部広成が著した『古語拾遺』の識語に「浜成が作る所の天書は、古事記に非ず。別書なり」と記載されており、浜成を『天書』の撰述者としている。

## 官歴
『日本後紀』による。
- 時期不詳：正六位上。民部少丞
- 延暦22年（803年）3月14日：忌部宿禰姓から斎部宿禰姓に改姓。3月16日：遣新羅使